# 歐布諾伙部落起源傳說
歐布諾伙部落起源傳說，亦可稱做普努古部落（Punugu，西魯凱群的稱呼）或萬山部落（Mantawran，漢人的稱呼），為臺灣魯凱族神話中關於歐布諾伙部落（魯凱語：'Oponoho）的建社神話。

## 傳說
上古以前有人住地底下（Swarhiarhingi）或從東方之地Taru而來，常上來地面上狩獵。但每次狩獵時，他們的獵狗喜歡在此處而不肯回去，於是在商量後認為該地風水良好，便遷來此地建立家叫Latavelengane家。第四日，發現下方一塊平原有人煙冒出，於是弟前去查看發現有住家，住的人與常人不同，他們有長尾巴，是從地底下遷上來地面住，建立他們的家叫Lakadhalae家。於是弟回來告訴兄長們所看見的是猴子一家，非他們通婚的對象，然而世上只有他們兩家，於是兩家開始來往。
然而兩家在一起聊天時，他們總是坐在比較高的地方或喜歡坐在臼子（Lungu），這個動作常引起Latavelengane家的不滿，以為對方坐在高處是看不起他們，於是Latavelengane家釀酒邀請他們來作客，並且向他們表達其不滿，經人猴之說明原因後了解內情。於是某次在聊天或醉酒之時，趁人猴不注意時趁機用刀將人猴的尾巴砍斷，從此即變成正常的人了，其後代也不再有尾巴。